# Matrimonio igualitario en Luxemburgo
El matrimonio igualitario en Luxemburgo es legal desde el 1 de enero de 2015. La  ley, que reconoce plenamente a la familia homoparental, incluyendo la adopción, fue promulgada por la Cámara de Diputados el 18 de junio de 2014. Aun así, desde 2004 son legales las uniones civiles entre personas del mismo sexo.

## Unión civil
En 2004 Luxemburgo reconoció legalmente a las parejas formadas por personas del mismo sexo a través de una ley de unión civil ("loi relative aux effets légaux de certains partenariats"), que también está disponible para parejas formadas por personas de diferente sexo. Ésta garantiza muchos de los derechos del matrimonio en relación con beneficios sanitarios, ventajas fiscales, (aunque no todas las que posee el matrimonio). Además esta ley tampoco reconoce el derecho de adopción.

## Matrimonio
En julio de 2007 fue presentada en el Parlamento de Luxemburgo una propuesta para reconocer el derecho del matrimonio a las parejas formadas por personas del mismo sexo. Esta propuesta fue finalmente rechazada por 38 votos contra 22.
Tras las votaciones parlamentarias del 7 de junio de 2009 la coalición gobernante formada por conservadores popular-cristianos y socialistas incluyó en su programa de gobierno el reconocimiento del derecho al matrimonio a las parejas formadas por personas del mismo sexo. El 20 de julio de 2009, el gobierno de Luxemburgo, encabezado por el democristiano Jean-Claude Juncker, anunció su intención de legalizar el matrimonio entre personas del mismo sexo. El Ministro de Justicia, François Biltgen anunció que el proyecto de ley será presentado en enero de 2010. Durante un debate celebrado el 19 de enero del mismo año, Biltgen adelantó que la ley estará lista antes de las vacaciones parlamentarias. También anunció, con respecto a la adopción, que los matrimonios formados entre personas del mismo sexo tendrá prohibido la adopción conjunta internacional, aunque sí se reconocerá la adopción nacional. Además la adopción individual por parte de personas solteras será igualmente aprobada, con independencia de la orientación sexual del adoptante.

## Opinión pública
Luxemburgo es uno de los países de la Unión Europea donde el apoyo social al reconocimiento de los derechos LGBT es más alto. El matrimonio entre personas del mismo sexo es apoyado por un 58% de los luxemburgueses, según se desprende de una encuesta del eurobarómetro realizada en 2006.
En el ámbito político, el Partido Democrático, el Partido Socialista Obrero Luxemburgués, Los Verdes y La Izquierda se han pronunciado a favor del matrimonio entre personas del mismo sexo. Mientras que en el Partido Popular Social Cristiano existe diversidad de opiniones al respecto.